# رضا حسن‌زاده (بازیکن فوتبال، زاده ۱۳۴۷)
رضا حسن‌زاده (متولد ۱ دی ۱۳۴۷ در تهران) بازیکن سابق و مربی فوتبال اهل ایران است. وی سابقه حضور در تیم‌هایی چون استقلال و الکویت را در کارنامه ورزشی خود دارد. حسن زاده مدیریت  تربیت‌بدنی شهرداری تهران را نیز بر عهده داشته است.

```
وی یکی از اعضای 
استقلال تهران
 در دومین قهرمانی این تیم در 
جام باشگاه‌های آسیا ۹۱–۱۹۹۰
 و یکی از دو گلزن بازی برای استقلال بود.
[
۴
]
 حسن زاده در کسب جام از موفق‌ترین بازیکنان تاریخ فوتبال ایران است و در عرصه باشگاهی به تمام جام‌هایی که در دوران وی برگزار می‌شد دست یافت.
```

رضا حسن زاده تنها بازیکن ایرانی است که حضور در سه فینال جام باشگاه‌های آسیا (لیگ قهرمانان آسیا) همراه با استقلال تهران را در کارنامه ورزشی خود ثبت کرده که یک رکورد در سطح فوتبال آسیا نیز به حساب می‌آید. حسن‌زاده در سه فینال ۱۹۹۹، ۱۹۹۲ و ۱۹۹۱ جزو یازده بازیکن اصلی آبی‌پوشان بوده‌است.

## افتخارات
ملی
تیم ملی فوتبال ایران
قهرمان آسیا
 بازی‌های آسیایی ۱۹۹۰
باشگاهی
استقلال تهران
بین‌المللی
 قهرمان آسیا جام باشگاه‌های آسیا ۹۱–۱۹۹۰
 نایب قهرمان جام باشگاه‌های آسیا ۱۹۹۱
 نایب قهرمان جام باشگاه‌های آسیا  ۹۹–۱۹۹۸
 قهرمان جام بوردولوی هندوستان ۱۹۸۹
 قهرمان جام میلز ۱۹۸۹
 قهرمان جام پرزیدنت ترکمنستان ۱۹۹۸
 قهرمان جام خزر ۱۳۷۶
داخلی
 قهرمان لیگ فوتبال ایران  ۶۹–۱۳۶۸
 قهرمان لیگ فوتبال ایران  ۷۷–۱۳۷۶
 قهرمان جام حذفی فوتبال ایران ۷۹–۱۳۷۸
 قهرمان سوپر جام تهران ۱۳۷۳
 قهرمان جام باشگاه‌های تهران ۱۳۷۰
قهرمان لیگ ۳ ایران ۱۳۷۳

## بعد از دوران بازی
رضاحسن زاده بعد از آنکه به عنوان بازیکن از فوتبال خداحافظی کرد وارد عرصه‌ی مدیریت گردید  از جمله مسئولیتهای وی ریاست تربیت بدنی  شهرداری تهران، مدیریت مجموعه‌ی سوار کاری  آریاسب و..... میباشد. 
وی یک دوره  با دعوت  صمد مرفاوی به  عنوان کمک در کادر فنی استقلال مشغول به کار شد.  در  تاریخ ۱۳۹۸/۰۱/۲۷ به عنوان سرمربی تیم امید استقلال انتخاب گردید و سپس در تاریخ ۱۳۹۸/۰۷/۲۳ به اعضای کادرفنی تیم بزرگسالان نساجی اضافه شد.
انتخاب نشدن رضا حسن زاده به عنوان مدیر عامل استقلال با وجود  داشتن سال‌ها تجربه مدیریتی ؛ مربیگری و بازی در تیم استقلال و تیم ملی  باعث تعجب و اعتراض بسیاری از هواداران این باشگاه است.